# 네덜란드 유대인
네덜란드 유대인(네덜란드어: Nederlandse Joden; 히브리어: יהדות הולנד)의 역사는 포르투갈과 스페인 출신의 스파라드 유대인들이 암스테르담과 다른 네덜란드의 몇몇 도시에 정착하기 시작한 16세기 후반과 17세기로 거슬러 올라간다. 왜냐하면 네덜란드는 특이한 종교적 관용의 중심지였기 때문이다. 포르투갈 유대인들은 수십 년 동안 랍비의 권위 아래 살지 않았기 때문에, 조상의 종교를 받아들이는 첫 세대는 유대인의 믿음과 실천을 공식적으로 지시받아야 했다. 이는 비록 박해를 받았지만 조직적인 공동체에서 살았던 중부 유럽의 아슈케나즈 유대인과 대조된다. 17세기 암스테르담은 유대인 생활의 중심지로서 중요하기 때문에 "네덜란드 예루살렘"으로 불렸다. 17세기 중반, 중부와 동부 유럽의 아슈케나즈 유대인들이 이주했다. 두 집단은 종교적 자유의 이유로 박해를 피해 이주했고, 이제 랍비의 권위 아래 분리되고 자율적인 유대인 공동체에서 유대인으로서 공개적으로 생활할 수 있었다. 그들은 또한 세계 무역의 주요 중심지인 네덜란드의 경제적인 기회에 이끌렸다.
네덜란드는 한때 신성 로마 황제 카를 5세의 부르고뉴 상속의 일부로서 스페인 제국의 일부였다. 1581년, 북부 네덜란드 지방은 스페인과의 확장된 갈등을 해소하면서 가톨릭 스페인으로부터 독립을 선언했다. 주요 동기는 당시 스페인의 통치하에서 금지되었던 개신교, 기독교를 실천하는 것이었다. 종교적 관용, "양심의 자유"는 새로 독립된 국가의 필수적인 원칙이었다. "포르투갈 민족의 히브리인" 포르투갈 유대인들은 인종적으로 강하게 포르투갈인으로 확인했고 근대 초기에 양면성을 가진 아슈케나즈 유대인들을 보았다. 포르투갈 유대인 공동체의 운세와 규모는 17세기 후반 아슈케나즈 인구가 빠르게 증가한 반면, 네덜란드의 무역이 영국과의 전쟁으로 인해 훼손된 후 감소했다. 아슈케나즈는 그 이후로 숫자에서 우세를 유지하고 있다.
네덜란드 공화국의 종말 이후, 프랑스에 영향을 받은 바타비아 공화국은 1796년 유대인들을 해방시켜, 그들을 완전한 시민으로 만들었다. 나폴레옹 보나파르트에 의해 세워진 군주제 아래에서, 나폴레옹 3세는 그들의 공동체에 대한 유대인 공동체 지도자들의 모든 규율을 제거했고, 그들을 국가의 기능자로 만들었다.
제2차 세계 대전에서 나치가 점령한 동안, 네덜란드의 홀로코스트는 특히 잔인했는데, 유대인 인구의 약 75%가 나치 강제 수용소와 절멸 수용소로 추방되었는데, 그 중 가장 유명한 것은 독일 유대인 가족이 암스테르담으로 도망친 안네 프랑크이다. 이전 유대교 회당에 소장되어 있는 암스테르담의 유대인 박물관은 네덜란드의 유대인 역사와 관련된 주요 컬렉션을 가지고 있다.

## 현 시대의 종교
네덜란드 유대인은 총 3만여 명(약 30%) 가운데 9천여 명이 유대인 7대 종교단체 중 하나와 연결돼 있다. 규모가 작고 독립적인 유대교 회당도 있다.

## 유대인 매체
네덜란드의 유대인 텔레비전과 라디오는 NIK미디어가 제작한다. NIK미디어의 일부는 주지스 암로프로, 매주 일요일과 월요일(5월 말부터 9월 초까지 제외) 네덜란드 2 텔레비전 채널에서 다양한 유대인 주제에 대한 다큐멘터리, 이야기, 인터뷰를 방송한다. NIK미디어는 또한 5번 라디오에서 음악과 인터뷰를 방송한다.
네덜란드 유대인 공동체에 유대인 뉴스를 전달하는 데 초점을 맞춘 유대인 웹사이트가 몇 개 있다. 단연코 가장 눈에 띄는 것은 Joods.nl 인데, 이 웹사이트는 네덜란드의 거대한 유대인 공동체와 메디네뿐만 아니라 이스라엘에도 유대인 문화와 젊은이들에 관심을 기울이고 있다.

## 문화적 차이
네덜란드에서 독특하게, 아슈케나즈와 스파라드 공동체는 가까운 곳에 공존했다. 다른 문화적 전통을 가진 그 공동체들은 일반적으로 분리되어 있었지만, 그들의 지리적인 근접성은 다른 곳에서 발견되지 않는 문화간의 영향을 낳았다. 주목할 만한 것은, 유대인들의 작은 집단이 공동체를 설립하려고 시도했던 초기에, 그들은 누가 이용할 수 있는지에 따라, 랍비들과 두 문화의 다른 관리들의 서비스를 이용했다.
두 문화의 근접성은 또한 다른 곳에서 알려진 것보다 더 높은 비율의 근친 결혼으로 이어졌고, 결과적으로 네덜란드 혈통의 많은 유대인들은 그들의 종교적 관계를 믿는 것처럼 보이는 성을 가지고 있다. 모든 네덜란드 유대인들은 수세기 동안 아이들의 조부모의 이름을 따서 아이들의 이름을 지었는데, 이것은 전적으로 스프라드 전통으로 여겨진다. (다른 곳의 아슈케나짐은 전통적으로 살아있는 친척의 이름을 따서 아이의 이름을 짓는 것을 피한다.)
1812년, 네덜란드가 나폴레옹의 통치하에 있는 동안, 모든 네덜란드 거주자(유대인 포함)는 시민 당국에 성을 등록해야 했는데, 이전에는 세파르딤만이 이를 준수했다. 비록 아슈케나짐 가문이 시민 등록을 피했지만, 많은 사람들은 수백 년 동안 비공식적인 성 체계를 사용해 왔다.

## 경제적 영향
네덜란드의 식민지 개척과 국제 무역에서 유대인은 큰 역할을 했고, 이전 식민지의 많은 유대인들은 네덜란드 혈통을 가지고 있었다. 그러나 모든 식민지 강대국들은 무역로를 장악하기 위해 치열한 경쟁을 벌였고, 네덜란드인들은 상대적으로 성공하지 못했고, 18세기 동안 경제는 쇠퇴했다.
시골 지역의 많은 아슈케나짐은 더 이상 생계를 유지할 수 없게 되었고, 그들은 일자리를 찾아 도시로 이주했다. 이것은 많은 수의 작은 유대인 공동체들을 완전히 붕괴시켰다 (주요한 종교 의식을 거행하기 위해 10명의 성인 남성이 필요했다). 전체 공동체들이 유대인 인구가 급격하게 증가한 도시로 이주했다. 1700년 암스테르담의 유대인 인구는 6,200명이었고, 아슈케나짐과 세파르딤은 거의 같은 숫자였다. 1795년까지 그 숫자는 20,335명이었고, 대다수는 시골 지역의 가난한 아슈케나짐이었다. 19세기 중반까지, 많은 사람들이 해방의 발전이 더 나은 기회를 제공하는 다른 나라로 이주했다.